# Combee Settlement
Combee Settlement ist ein census-designated place (CDP) im Polk County im US-Bundesstaat Florida.  Das U.S. Census Bureau hat bei der Volkszählung 2020 eine Einwohnerzahl von 5911 ermittelt.

## Geographie
Combee Settlement liegt am Ostufer des Lake Parker, der zum Stadtgebiet der Stadt Lakeland zählt. Der Ort liegt rund 15 km nördlich von Bartow sowie etwa 50 km östlich von Tampa. Er wird vom U.S. Highway 92 (SR 600) und der Florida State Road 659 tangiert bzw. durchquert.

## Demographische Daten
Laut der Volkszählung 2010 verteilten sich die damaligen 5577 Einwohner auf 2381 Haushalte. Die Bevölkerungsdichte lag bei 1014 Einw./km². 78,4 % der Bevölkerung bezeichneten sich als Weiße, 9,2 % als Afroamerikaner, 0,8 % als Indianer und 0,7 % als Asian Americans. 7,9 % gaben die Angehörigkeit zu einer anderen Ethnie und 3,0 % zu mehreren Ethnien an. 18,2 % der Bevölkerung bestand aus Hispanics oder Latinos.
Im Jahr 2010 lebten in 37,0 % aller Haushalte Kinder unter 18 Jahren sowie 23,6 % aller Haushalte Personen mit mindestens 65 Jahren. 66,0 % der Haushalte waren Familienhaushalte (bestehend aus verheirateten Paaren mit oder ohne Nachkommen bzw. einem Elternteil mit Nachkomme). Die durchschnittliche Größe eines Haushalts lag bei 2,73 Personen und die durchschnittliche Familiengröße bei 3,21 Personen.
30,0 % der Bevölkerung waren jünger als 20 Jahre, 26,0 % waren 20 bis 39 Jahre alt, 28,6 % waren 40 bis 59 Jahre alt und 15,6 % waren mindestens 60 Jahre alt. Das mittlere Alter betrug 35 Jahre. 50,5 % der Bevölkerung waren männlich und 49,5 % weiblich.
Das durchschnittliche Jahreseinkommen lag bei 30.000 $, dabei lebten 25,9 % der Bevölkerung unter der Armutsgrenze.
Im Jahr 2000 war Englisch die Muttersprache von 93,66 % der Bevölkerung und Spanisch sprachen 6,34 %.